# شوراب نجم سهیلی
شوراب نجم سهیلی، روستایی از توابع بخش ویسیان شهرستان خرم‌آباد در استان لرستان ایران است.

## جمعیت
این روستا مرکز دهستان شوراب است و براساس سرشماری مرکز آمار ایران در سال ۱۳۸۵، جمعیت آن ۴۲۵ نفر (۱۱۲خانوار) بوده‌است.

## شغل مردم روستا
در گذشته شغل اکثریت مردم روستا دام داری و کشاورزی بود ولی امروزه تقریباً دامداری در این روستا برچیده شده و فقط از کشاورزی و باغ داری امرار معاش می‌کنند.
عمده محصولی که در این روستا کشت می‌شود برنج می‌باشد و همچنین گندم و جو
مقدار قابل توجهی از زمین‌های این روستا باغ انار است که از مرغوب‌ترین انارهای منطقه به‌شمار می‌رود.

## جغرافیا
این روستا در ۲۰ کیلومتری جاده خرم‌آباد پلدختر و ۳ کیلومتری پارک جنگلی شوراب میاشد.